# Castelnau-Picampeau
Castelnau-Picampeau (okzitanisch Castèthnau Picampau) ist eine französische Gemeinde mit 226 Einwohnern (Stand: 1. Januar 2022) im Département Haute-Garonne und der Region Okzitanien (vor 2016 Midi-Pyrénées). Sie gehört zum Arrondissement Muret und zum Kanton Cazères. Die Bewohner werden Picampallois genannt.

## Geographie
Castelnau-Picampeau liegt etwa 59 Kilometer südwestlich von Toulouse. Umgeben wird Castelnau-Picampeau von den Nachbargemeinden Casties-Labrande im Nordwesten und Norden, Pouy-de-Touges im Norden und Nordosten, Le Fousseret im Osten und Südosten, Montoussin im Süden, Fustignac im Südwesten und Westen sowie Lussan-Adeilhac im Westen.

## Bevölkerungsentwicklung
| Jahr                       | 1962 | 1968 | 1975 | 1982 | 1990 | 1999 | 2006 | 2012 | 2020 |
| Einwohner                  | 207  | 184  | 170  | 179  | 171  | 165  | 178  | 211  | 209  |
| Quellen: Cassini und INSEE |      |      |      |      |      |      |      |      |      |

## Sehenswürdigkeiten

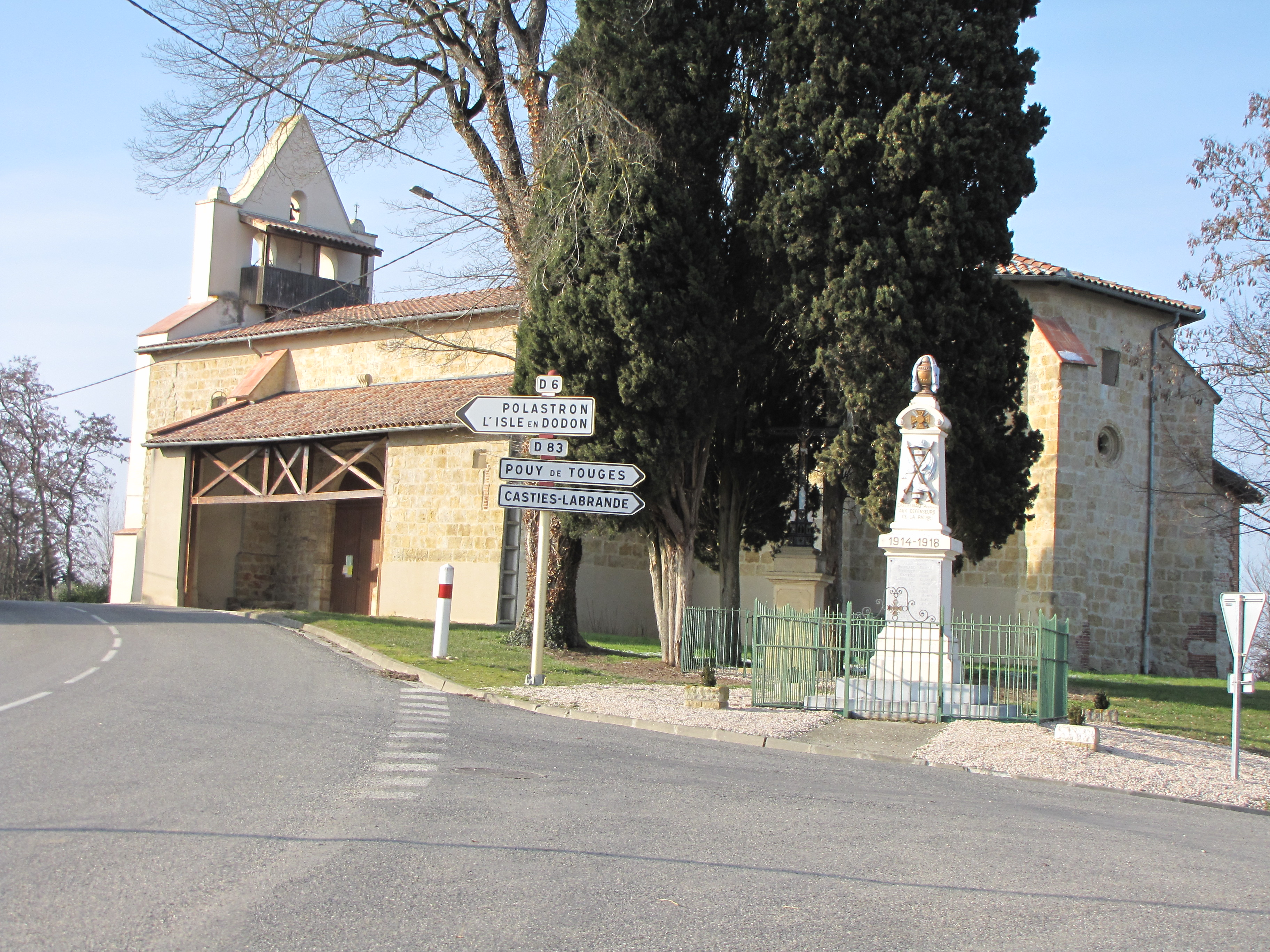
Kirche Notre-Dame

- Kirche Notre-Dame
- Schloss mit Kapelle
- Wasserturm